# Deinococcus radiodurans
Das Deinococcus radiodurans (ehemals als Micrococcus radiodurans bezeichnet) ist ein polyextremophiles Bakterium, das gegen ionisierende Strahlung auch in sehr hohen Dosen resistent ist. Es gehört zu den gram-positiven Kokken, besitzt jedoch eine für gramnegative Bakterien typische Zellwand. Das in der gramnegativen Zellwand enthaltene Lipid A fehlt.

## Resistenz
D. radiodurans vermag noch bei chronischen (andauernden) Strahlendosen von 60 Gy pro Stunde zu wachsen und zu gedeihen. Die mittlere Letaldosis LD50, also die akute (kurzdauernde) Strahlendosis, die statistisch bei 50 Prozent der exponierten Organismen zum Tode führt, liegt bei diesen Bakterien bei über 10.000 Gy; ein Teil der Organismen überlebt sogar akute Strahlendosen von bis zu 17.500 Gy.
Zum Vergleich: Menschen haben bei einer akuten Bestrahlung ab 6 Gy ohne massive medizinische Intensivversorgung kaum Überlebenschancen (bis zu 90 % Letalität); bei einer Strahlendosis von 7–10 Gy sterben 100 Prozent der Betroffenen innerhalb von ein bis zwei Wochen (LD 100/14). Siehe hierzu auch den Artikel Strahlenkrankheit. In einem Experiment auf der ISS konnte das Bakterium drei Jahre lang im All überleben, was beispielsweise die Panspermie-Hypothese bestärkt.
Wegen seiner Eigenschaften wird es auch Conan, das Bakterium genannt, nach dem gleichnamigen Filmheld aus Conan der Barbar, der mehrfach dem fast unausweichlichen Tode entkommt.

## Entdeckung
Deinococcus radiodurans wurde 1956 von Arthur W. Anderson entdeckt, als man Fleischkonserven mit ionisierender Strahlung behandelte, um Keime abzutöten. Dabei wurde das Bakterium durch die recht hohe, aber für dessen eigene Verhältnisse vergleichsweise geringe, Strahlendosis nicht abgetötet und wurde daraufhin eingehender untersucht. Man stellte eine bislang unbekannte Resistenz gegen Ultraviolett- und Röntgenstrahlen fest.

## Verbreitung
Deinococcus radiodurans und seine engen Verwandten sind sprichwörtliche Generalisten und Weltenbummler: Neben den Fleischkonserven sind sie auch in Gewebe von atlantischem Schellfisch, Lamakot, antarktischem Gestein und anderen unwirtlichen Orten zu finden. Sie bilden, zusammen mit Cyanobakterien der Art Chroococcidiopsis, eine besondere Gruppe von Organismen, die befähigt ist, unter den härtesten Lebensbedingungen zu gedeihen (Extremophile). Sie sind in der Lage, auch an den lebensfeindlichsten Orten der Welt ökologische Nischen zu finden, und sind deshalb ubiquitär verbreitet, unter anderem auch im Kühlwasserkreislauf von Atomreaktoren sowie im Darm von Menschen.

## Genom
Das Genom von D.radiodurans besteht aus 4 zirkulären Molekülen:
- Chromosom I mit 2.648.638 bp
- Chromosom II mit 412.348 bp
- Megaplasmid mit 177.466 bp
- Plasmid mit 45.704 bp

Man vermutet, dass das Chromosom II für den Organismus essentiell ist.

## Strahlenresistenz
Hauptverantwortlich für die extreme Strahlenresistenz gegen ionisierende Strahlung ist die Fähigkeit, defekte DNA außergewöhnlich effizient zu reparieren. DNA und Teile von Chromosomen, die durch Mutagene wie Strahlung, chemische Einwirkung oder auch zufällige Ursachen Schaden erlitten haben, werden mit Hilfe von bestimmten Enzymen besonders schnell und effektiv wieder instand gesetzt. Dieser Reparaturmechanismus erlaubt sogar das Beheben von Doppelstrangbrüchen, einer besonders schweren Form der DNA-Schädigung. Auf diese Weise ist Deinococcus radiodurans in der Lage, gleichzeitig 500 solcher Reparaturen auszuführen, während beispielsweise das Darmbakterium Escherichia coli allenfalls zwei bis drei schafft. D. radiodurans verfügt über vier Kopien des Genoms in der stationären Phase und über acht bis zehn Kopien während des exponentiellen Wachstums. Auch andere Bakterien haben multiple Genomkopien (Micrococcus luteus, Micrococcus sodonensis), diese sind aber strahlensensitiv. Daher hat die Vielfachheit des Genoms alleine keinen Einfluss auf die Strahlenresistenz. Bislang sind die molekularen Gegebenheiten, die diese ungewöhnliche Reparaturleistungen ermöglichen, noch nicht hinreichend aufgeklärt. Eine Rolle dürfte dabei die ringförmig angeordnete DNA spielen, welche die durch Bestrahlung herausgebrochenen Stücke des Erbguts daran hindert, in der Zellflüssigkeit fortgeschwemmt zu werden.
Außerdem besitzt das Bakterium eine sehr starke Zellwand, die es auch vor UV-Strahlung schützt.
Ein weiteres extrem strahlungsresistentes Bakterium ist das halophile Halobacterium sp. NRC-1, von dem es Mutanten gibt, die akute Strahlendosen von bis zu 11.000 Gy überleben.

## Bedeutung

### Astrobiologie
Für Astrobiologen, die nach Spuren außerirdischen Lebens suchen, sind Überlebenskünstler wie Deinococcus radiodurans und Chroococcidiopsis von großem Interesse, da es denkbar ist, dass solche Organismen verborgen in Meteoritgesteinen unversehrt weite Reisen durch das Weltall überleben könnten.
Dies würde die Hypothese der Panspermie stärken, die besagt, dass einfache Lebensformen in der Lage sind, Reisen großer Distanzen durch das Universum überleben zu können. Einige könnten so vor etwa 3,5 Milliarden Jahren den Weg zur Erde gefunden und so den Ursprung des Lebens auf diesem Planeten gebildet haben. In einem Experiment außerhalb der ISS konnten die Bakterien drei Jahre im All überleben.

### Informationstechnik
Ihre besondere Widerstandsfähigkeit gegen schädigende Einwirkungen aller Art könnte Deinococcus radiodurans für die Anwendung als Datenspeicher in der Informationstechnologie interessant machen. So wird derzeit erforscht, wie Daten in Form künstlicher DNA in den Bakterien gespeichert und wieder abgerufen werden können. US-amerikanische Informatiker übersetzten den Text des englischen Kinderliedes It’s a Small World in den genetischen Code und schleusten die entsprechende DNA-Sequenz in das Erbgut der Bakterien ein. Noch nach etwa hundert Bakteriengenerationen ließen sich die Strophen in unveränderter Form mit üblicher Sequenziertechnik wieder auslesen, d. h., die eingebrachte Information wurde stabil abgespeichert und zusätzlich wurde durch die Vermehrung der Bakterien ihre Redundanz erhöht.